# Leubnitz-Neuostra
Leubnitz-Neuostra är en stadsdel i Dresden i Sachsen, Tyskland.
Byn blev en del av Dresden 1921. Den före detta bykärnan är välbevarad och är nu kulturskyddsmärkt.